# Alma Bella
Alma Bella (Batangas City, 13  maart 1910 - New York 11 mei 2012) was een Filipijns actrice.

## Biografie
Alma Bella werd geboren in Batangas, de hoofdstad van de gelijknamige provincie Batangas. Ze maakte haar debuut in de film Sa Pinto ng Langit uit 1932. Daarna acteerde ze in een twintigtal films, waaronder de eerste gesproken Filipijnse film (Punyal na Ginto). Ze was een gewild actrice en samen met Angelita Rey een van de populairste actrices uit die tijd. Haar laatste rol speelde ze in Irog, Paalam uit 1951. Na deze film emigreerde ze naar de Verenigde Staten, waar ze zich vestigde in New York. 
Bella overleed in 2012 op 102-jarige leeftijd in New York. Ze was van 1934 tot 1946 getrouwd met Winston Leuiman en kreeg met hem een zoon. Vanaf 1963 tot zijn dood in 1983 was Bella getrouwd met William Tremont. Samen adopteerden ze twee kinderen.

## Filmografie
| - 1932 - Sa Pinto ng Langit - 1932 – Satanas - 1932 - Ulong Inasnan - 1933 - Pag-ibig ng Isang Kadete - 1933 - Ang Punyal na Ginto - 1933 - Ang Mga Ulila - 1936 - Ama - 1937 - Umaraw sa Hatinggabi - 1937 - Magkapatid - 1938 - Ang Batang Tulisan - 1938 - Dugong Hinugasan | - 1938 - Biyaya ni Bathala - 1939 - Pighati - 1939 - Mga Pusong Lumuluha - 1940 - Inang Pulot - 1948 - 4 na Dalangin - 1948 - Siete Dolores - 1949 - Ang Lumang Simbahan - 1950 - Pedro, Pablo, Juan at Jose - 1950 - Aklat ng Pag-ibig - 1951 - Irog, Paalam |